# Dustin Thomas
Dustin Thomas (Texarkana (Texas), 26 de julio de 1995) es un baloncestista estadounidense que pertenece a la plantilla de Ironi Nahariya de la Ligat ha'Al, la primera categoría del baloncesto de Israel. Con 2,03 metros de estatura, juega en la posición de ala-pívot.

## Trayectoria deportiva
Es un jugador formado en la Universidad de Colorado, donde jugaría desde 2013 a 2015 en los Colorado Buffaloes de la División I de la NCAA. Tras una temporada en blanco, desde 2016 a 2018 formaría parte de los Arkansas Razorbacks de la Universidad de Arkansas, donde jugó durante dos temporadas.
Tras no ser elegido en el Draft de la NBA de 2018, el 30 de septiembre de 2018 se comprometió con el ETHA Engomis de la Primera División de baloncesto de Chipre, donde jugó una temporada en la que promedió 13,96 puntos en 24 encuentros.
En la temporada 2019-20, jugaría en las filas del Ura Basket de la Korisliiga, donde disputa 34 partidos en los que promedia 16,79 puntos.
El 28 de mayo de 2020, firma por el BC Souffelweyersheim de la LNB Pro B, con el que disputa 34 partidos en los que promedia 12,24 puntos.
En la temporada 2021-22, firma por el Ironi Nahariya de la Ligat ha'Al, la primera categoría del baloncesto de Israel.